# 1825 Klare
1825 Klare (1954 QH) là một tiểu hành tinh vành đai chính được phát hiện ngày 31 tháng 8 năm 1954 bởi K. Reinmuth ở Heidelberg.